# Bitwa pod Cortenuova
Bitwa pod Cortenuova – starcie zbrojne, które miało miejsce 27 listopada 1237 r. w trakcie walki cesarza Fryderyka II o władzę w Lombardii.
W październiku 1237 r. cesarz wraz ze swym wojskiem wkroczył na ziemie Lombardii, gdzie zamierzał rozprawić się z wojskami Ligi Lombardzkiej. W momencie gdy wojsko lombardzkie przekroczyło rzekę Oglio cesarz szybkim marszem dopadł przeciwnika w pobliżu Cortenuovy. Lombardczycy podjęli się rozpaczliwej obrony, jednak pod wieczór rzucili się do ucieczki, ścigani przez jazdę cesarską. Do niewoli dostało się 3 000 piechurów i 100 rycerzy lombardzkich. W ręce cesarza wpadły olbrzymie łupy w tym chorągiewny wóz Mediolanu – symbol wolności.